# لمپله
لِمْپَلَه (به فنلاندی: Lempäälä) یک منطقهٔ مسکونی در فنلاند است که در پیرکانما واقع شده‌است.

## خواهرخوانده
شهرهای تاپولتسا، بخش اولریسه‌هامن، آوور ایکر، بخش اوپلنس-پرو و کاستیلیونه دل لاگو خواهرخوانده‌های لمپله هستند.